# Carlos Arthur Sevilla
Carlos Arthur Sevilla SJ (* 9. August 1935 in San Francisco) ist Altbischof von Yakima.

## Leben
Carlos Arthur Sevilla trat der Ordensgemeinschaft der Jesuiten bei, empfing am 3. Juni 1966 die Priesterweihe und legte am 22. April 1974 die Profess ab.
Papst Johannes Paul II. ernannte ihn am 6. Dezember 1988 zum Titularbischof von Mina und zum Weihbischof in San Francisco. Die Bischofsweihe spendete ihm der Erzbischof von San Francisco, John Lawrence May, am 25. Januar des nächsten Jahres; Mitkonsekratoren waren Mark Joseph Hurley, emeritierter Bischof von Santa Rosa in California, und Michael Joseph Kaniecki SJ, Bischof von Fairbanks. 
Am 31. Dezember 1996 berief ihn der Papst zum Bischof von Yakima. Am 12. April 2011 nahm Papst Benedikt XVI. seinen altersbedingten Rücktritt an.